# طليحة بن خويلد الأسدي
طليحة بن خويلد بن نوفل الأسدي وتُشير إليه بعض المؤلفات بلقب طليحة الكذاب، هو أحد قادة حروب الردة بعد وفاة النبي محمد سنة 11 هـ (632م)، ادّعى النبوة في قومه بني أسد وتبعه بعض طيء وغطفان في أرض نجد، إلا أنه هزم مع أتباعه على يد خالد بن الوليد في معركة بزاخة. ثم أسلم، شارك طليحة في الفتوحات الإسلامية وقُتل في معركة نهاوند سنة 21 هـ - 642 م.

## نسبه
طُلَيْحَة بن خُوَيْلد بن نَوْفَل بن نَضْلَةَ بن الأَشْتَر بن حَجْوان بن فَقْعَس بن طَريف بن عَمْرو بن قُعَين بن الحارث بن دُودَان بن أَسد بن خُزَيمة بن مدركة بن إِلياس بن مُضر، الأَسَدي الفَقْعَسِي.

## إسلامه
كان ممن شهد غزوة الخندق في صفوف المشركين، أسلم سنة 9 هـ، روى ابْنُ سَعْدٍ، من طرقٍ، عن ابن الكلبيّ وغيره أنّ وَفْدَ بني أسد قدموا على رسول الله ﷺ فيهم حضرمي بن عامر، وضِرَار بن الأزور، ووابِصَة بن معبد، وقتادة بن القائف، وسلمة بن حُبيش، وطليحة بن خويلد، ونُقادة بن عبد الله بن خلف، فقال حَضْرمي بن عامر: أتيناك نتدرّع الليلَ البهيم في سنة شَهْبَاء، ولم تبعث إلينا بعثًا، فنزلت: يَمُنُّونَ عَلَيْكَ أَنْ أَسْلَمُواسورة الحجرات:17

## ارتداده وادعاؤه النبوة
لما رجع وفد بني أسد تنبأَ طُلَيحة في حياة النبي ﷺ بنجد، فأَرسل إِليه النبي ﷺ ضِرَار بن الأزور الأَسدي ليقاتله فيمن أَطاعه، ثم توفي رسول الله ﷺ ، فعظُم أَمر طليحة، وأَطاعه الحليفان أَسَد وغَطَفَان، وكان يزعم أَنه يأْتيه جبريل عليه السلام بالوحي، فأَرسل إِليه أبو بكر  خالد بن الوليد، فقاتله بنواحي سَمِيراء وبُزَاخَة، وكان خالد قد أَرسل ثابت بن أَقْرَم وعُكَّاشة بن مِحْصَن، فقتل طليحةُ أَحدَهما، وقتل أَخوه الآخر، وكان معه عيينة بن حصن، فلما كان وقت القتال أَتاهُ عُييْنَة بن حصن، فقال: «هل أَتاك جبريل؟ فقال: لا، فأَعاد إِليه مرتين، كل ذلك يقول: لا، فقال عيينة: لقد تركك أَحْوَجَ ما كنت إِليه! فقال طليحة: قاتلوا عن أَحسابكم، فأَما دين فلا دين»، ثم انهزم على يد جيش خالد بن الوليد في معركة بزاخة، وتفرق جنده فهرب ولحق بآل جفنة «الغساسنة» بالشام.

### من أقواله أثناء ادعائه النبوة
قد قال خالد بن الوليد لبعض أصحاب طليحة ممن أسلم وحسن إسلامه: أخبرنا عما كان يقول لكم طليحة من الوحي. فقال: إنه كان يقول: «والحمام واليمام، والصرد الصوام، قد صمن قبلكم بأعوام، ليبلغن ملكنا العراق والشام.» إلى غير ذلك من الأقوال العجيبة.

## عودته للإسلام
عاد طليحة بعد ذلك وأسلم وحسن إسلامه، ثم اتجه إلى مكة يريد العمرة في عهد أبي بكر الصديق واستحيا أن يواجهه مدة حياته، ثم خرج مرة أخرى مُحْرِمًا في خلافة عمر بن الخطاب، فقال له عمر: أَنت قاتل الرجلين الصالحين، يعني ثابت بن أقرم وعكاشة؟ فقال طليحة: أَكرمهما الله بيدي، فقال: والله لا أُحبك أبدًا. قال: فمعاشرة جميلة يا أمير المؤمنين، فإن النّاس يتعاشرون مع البَغْضاء ، وأَسلم طليحة إِسلامًا صحيحًا.

### الاختلاف في صحبته
شرف الصحبة ما بعده شرف والإسلام يجُبُّ ما قبله وهذا ما أطبق عليه علماء أهل السنة والجماعة في بقاء صحبة طليحة بن خويلد، فهو يدخل في تعريف الصحابي ولا أثر لِرِدَّته الطارئة فإنه مات على الإسلام. قال ابن حجر العسقلاني في تعريف الصحابي: «وأصحّ ما وقفت عليه من ذلك أن الصحابيّ: من لقي النبيّ ﷺ مؤمناً به، ومات على الإسلام». ثم قال: «ويدخل فيه من ارتدّ وعاد إلى الإسلام قبل أن يموت، سواء اجتمع به ﷺ مرة أخرى أم لا، وهذا هو الصحيح المعتمد … لإطباق أهل الحديث على عدّ الأشعث بن قيس في الصحابة، وعلى تخريج أحاديثه في الصحاح والمسانيد، وهو ممن ارتدّ ثم عاد إلى الإسلام في خلافة أبي بكر».

## جهاده
- له في قتال الفرس في القادسية بلاءٌ حسن، وكتب عمر بن الخطاب إِلى النعمان بن مُقَرِّن  : «أَن اسْتعِنْ في حربك بطُلَيحة وعَمْرو بن معديكرب، واستشرهما في الحرب، ولا تولِّهما من الأَمر شيئًا، فإِن كل صانع أَعلم بصناعته[2]»، وهذا من فقه عمر، لأن الذي جعل طليحة يدعي النبوة حبه للرياسة والزعامة.
- لما كان يوم أرماث قام طليحة في بني أسد يدفعهم إلى القتال وإلى الدفاع عن الإسلام والمسلمين يقول: «ابتدئوا الشدة، وأقدموا عليهم إقدام الليوث الحربة، فإنما سميتم أسداً لتفعلوا فعلة الأسد».
- ثم بارز الفرس وقادتهم وعلى رأسهم «الجالينوس» فقتل منهم وأصاب. وفي يوم عمواس كان مقداماً لا يهاب الموت، وهاجم الفرس وحده من خلفهم ثم كبر ثلاث تكبيرات ارتاع لها الفرس، فظنوا أن جيش الإسلام جاءهم من ورائهم.
- وفي القادسية خرج هو وعمرو بن معديكرب وقيس بن المكشوح للاستطلاع، فخاض في الماء يريد الوصول إلى معسكر رستم قائد الفرس، وهو يركب فرساً من خيلهم، وخرج الفرس في أثره، فقتل منهم اثنين من خيرة قادتهم وفرسانهم، ثم أسر الثالث وسار به حتى وصل معسكر المسلمين، فدخل على سعد فقال له سعد: «ويحك ما وراءك؟» قال طليحة: «أسرته فاستخبره فاستدعى سعد المترجم» فقال الأسير: «أتؤمنني على دمي إن صدقتك؟» قال سعد: «نعم». قال: «أخبركم عن صاحبكم قبل أن أخبركم عمن قبلي» ثم راح يحدثهم عن بطولة وشجاعة طليحة النادرة، واختراقه معسكراً فيه ما فيه من الجنود والقادة، وشهد له بأنه يعدل ألف فارس، ثم أسلم هذا الأسير، وحسن إسلامه، واستفاد منه المسلمون استفادة عظيمة نظراً لخبرته بمعسكر الفرس.[بحاجة لمصدر]

### شجاعته
- قال محمد بن سعد: «كان طليحة يعد بألف فارس لشجاعته وشدته.[4]»
- قال صاحب أسد الغابة: «كان من أشجع العرب.»
- عن جابر: «لقد اتهمنا ثلاثة نفر، فما رأينا كما هجمنا عليه من أمانتهم وزُهْدهم: طليحة، وعمرو بن معديكرب، وقيس بن المكشوح.[3]»

## موته
قُتل طليحة في معركة نهاوند عام 21 هـ.

## شخصيته في السينما والتلفزيون
- 2006: مسلسل خالد بن الوليد عن قصة حياة خالد بن الوليد بطولة سامر المصري. وقام بدور طليحة بن خويلد الأسدي الممثل أندريه سكاف.
- 2010: مسلسل القعقاع بن عمرو التميمي عن قصة حياة القعقاع بن عمرو التميمي بطولة سلوم حداد. وقام بدور طليحة بن خويلد الأسدي الممثل يوسف المقبل.
- 1992: مسلسل تحت ظلال السيوف عن قصة لعبد السلام أمين. تحكي القصة حياة الصحابي الجليل ضرار بن الأزور الأسدي بطولة عبد الله غيث وأحمد ماهر وحسين الشربيني وإيمان الطوخي ومحمد الدفراوي واخرون. وقام بدور طليحة بن خويلد الأسدي الممثل حمزة الشيمي.[9]